# Cardiomegàlia
La cardiomegàlia  és un engrandiment anormal del cor. Es tracta d'un signe que apareix en persones amb insuficiència cardíaca sistòlica crònica o alguna forma de miocardiopatia, especialment en les de tipus dilatat o hipertròfic.
Es presenta en diferents tipus de cardiopaties congènites: defecte del septe auricular, defecte del septe ventricular, defecte del septe auriculoventricular, ductus arteriosus persistent, tetralogia de Fallot, agènesi pericardíaca, anomalia d'Ebstein o transposició dels grans vasos.
Altres defectes congènits no cardíacs i poc freqüents, com les comunicacions pericardi-peritonials, són causa de cardiomegàlia.
També pot ser ocasionada per anomalies valvulars cardíaques: estenosi aòrtica, insuficiència mitral, insuficiència tricuspídea o insuficiència aòrtica. Es veu eventualment com a conseqüència d'aneurismes ventriculars, inclús calcificats, postinfàrtics.
La miocarditis (en un grau molt divers, segons sigui la seva etiologia) és una causa molt freqüent de cardiomegàlia. Les miocarditis víriques són la principal causa de cardiomegàlia neonatal adquirida de tipus dilatat.
Sovint, s'observen cardiomegàlies en un ampli grup de malalties sistèmiques: síndrome de Marfan, síndrome de Beckwith-Wiedemann, síndrome de Costello, malaltia de Gaucher, malaltia hemolítica del nounat, distrofia muscular de Becker, telangièctasi hemorràgica hereditària (malaltia d'Osler-Weber-Rendu), artritis reumatoide, esclerosi sistèmica, lupus eritematós sistèmic, anèmia drepanocítica, o desnutrició marasmàtica. L'amiloïdosi cardíaca, especialment en persones senils, és causa de cardiomegàlia. És un signe característic en la malaltia de Pompe, en la malaltia d'Anderson-Fabry, en la osteocondrodisplàsia hipertricòtica (síndrome de Cantú), en la síndrome LEOPARD i en la fase crònica de la tripanosomosi americana Es veu amb freqüència en malalts dialitzats. Gairebé un terç de les persones amb hipotiroïdisme primari no tractat la presenten i, ocasionalment, pot provocar disfàgia per compressió. És una troballa freqüent en altres disfuncions de la glàndula tiroide, com ara la tirotoxicosi, que alteren la normal contractilitat cardíaca.
El beri-beri cardiovascular (humit) és una de les causes de cardiomegàlia per avitaminosi. Una altra és l'escorbut. No és un fet infreqüent apreciar-la en les radiografies toràciques de nens amb raquitisme. També apareix cardiomegàlia en la malaltia de Keshan (una cardiomiopatia de predomini juvenil relacionada amb la deficiència de seleni i endèmica a zones del Nord-est de la Xina).
Els mixomes (neoplàsies benignes del teixit connectiu) i els lipomes cardíacs poden, de vegades, donar imatges radiològiques de cardiomegàlia massiva. Les neoplàsies malignes primàries cardíaques (predominantment limfomes, mesoteliomes i sarcomes) tenen una incidència molt baixa, però en alguns casos provoquen cardiomegàlies extremes. Els timolipomes gegants (un tipus de tumor benigne del tim) alteren excepcionalment la silueta radiogràfica del cor simulant una cardiomegàlia de grans dimensions. Les metàstasis provinents d'un carcinoma situat a un altre òrgan són una causa ocasional de cardiomegàlia. Hèrnies diafragmàtiques de diversa etiologia s'interpreten ocasionalment com cardiomegàlies, per la superposició d'estructures a les radiografies i els signes derivats de la compressió dels òrgans toràcics.
A banda de l'alcohol, diverses drogues d'abús poden produir cardiomegàlia. Entre elles, per exemple, la cocaïna, la metamfetamina i la iohimbina.
Els danys respiratoris derivats de l'inhalació de clor, sobretot per la hipertensió pulmonar que produeixen, són causa de cardiomegàlia.

## Classificació
La cardiomegàlia pot afectar un o ambdós ventricles i/o les aurícules. Habitualment es classifica de la següent manera:
- Cardiomegàlia per dilatació, que es deriva d'un dany que debilita el múscul cardíac, com un atac de cor.[57] En els malalts que sofreixen un IAM, la quantificació del grau de cardiomegàlia pot ser un indicador d'importància pronòstica.[58] Moltes formes de miocardiopatia dilatada (alcohòlica, infecciosa, familiar,[59] tòxica, idiopàtica) originen cardiomegàlia, a causa de canvis en els unions desmosòmiques dels cardiomiòcits.[60] Rares vegades es producte d'una dilatació adquirida massiva tan sols de l'aurícula esquerra,[61] per regla general secundària a anomalies mitrals.[62]
- Cardiomegàlia per hipertròfia: el més habitual és que la hipertròfia sigui del cor esquerre, o en casos més greus, de tot el cor. No obstant això, hi ha determinades patologies en què hi ha una hipertròfia aïllada d'alguna de les cambres cardíaques:
  - Hipertròfia auricular, ja sigui esquerra o dreta, adquirida o congènita.[63][64]
  - Hipertròfia ventricular:[65]
    - Hipertròfia ventricular esquerra,[66] que pot derivar-se d'hipertensió arterial prolongada i provocar arrítmies cardíaques greus.[67]
    - Hipertròfia ventricular dreta (sovint anomenada incorrectament cor pulmonale),[68] que es pot produir per hipertensió pulmonar[69] -tant adquirida com de tipus hereditari-,[70] condicions que originin una fallida funcional de la vàlvula tricúspide o en casos d'hipertròfia ventricular esquerra d'anys d'evolució.[71] Aquesta fou una de les manifestacions cardíaques de la síndrome de l'oli tòxic.[72]
- Cardiomegàlia per exercici físic: El treball físic i l'entrenament esportiu poden ocasionar un engrandiment cardíac fisiològic (cor d'atleta o síndrome del cor atlètic)[73] no indicatiu de cap patologia, que presenta una imatge radiològica "en globus" característica i que s'acompanya de bradicàrdia i canvis en l'ECG.[74] Dit engrandiment, segons la hipòtesi de Morganroth, s'origina per una remodelació del ventricle esquerre com a resposta a un augment de la demanda muscular d'oxigen que es tradueix en una hipertròfia excèntrica o concèntrica en funció del tipus d'esport realitzat.[75] No sempre és fàcil distingir entre aquesta forma de cardiomegàlia i una miocardiopatia hipertròfica de base, la qual pot tenir diverses expressions fenotípiques. Aquesta diferenciació pot ser clau a l'hora d'establir la causa fonamental d'una mort sobtada en esportistes joves sense patologia cardíaca evident.[76]

Des del punt de vista radiològic, es considera que existeix una cardiomegàlia quan l'índex cardiotoràcic (la relació entre el diàmetre transvers del cor i el del tòrax o ICT) és superior a 0,5. Segons l'ICT, la cardiomegàlia es classifica en quatre graus:
| Grau | ICT               |
| ---- | ----------------- |
| I    | entre 0,51 i 0,55 |
| II   | entre 0,56 i 0,60 |
| III  | entre 0,61 i 0,65 |
| IV   | superior a 0,65   |

Cal tenir present que un ICT augmentat pot tenir causes diferents a la cardiomegàlia: embassament pericardíac, abundància de greix epicàrdic o una espiració intensa. La cardiomegàlia ocasionada per un excés de teixit adipós cardíac acostuma a tenir relació amb diversos factors de risc coronari clínicament significatius.
En nens, els valors de l'ICT són diferents. Existeix una cardiomegàlia quan l'ICT és major de 0,65 en els nounats, de 0,55-0,60 en els lactants, de 0,50 en els preescolars i de 0,45 en els escolars. De tota manera, aquest paràmetre és poc valorable en nounats i lactants, ja que costa molt obtenir una radiografia de tòrax en inspiració complerta i l'ombra tímica modifica el contorn cardíac. Segons el cas, si la imatge radiològica s'acompanya de signes clínics i electrocardiogràfics/ecogràfics, cal sospitar la presència d'una cardiopatia congènita. Durant les primeres hores de vida del nounat la presència d'una cardiomegàlia transitòria és normal. Aquest fet es deu a l'entrada de sang addicional de la placenta al cordó umbilical abans de tallar-lo i a l'existència d'un flux hemàtic bidireccional entre el ductus arteriosus i el forat oval, estructures que habitualment es tanquen amb posterioritat de forma fisiològica.
Les noves tècniques de radiologia digital han comportat el desenvolupament de sistemes automatitzats basats en algoritmes matemàtics que detecten la cardiomegàlia amb una gran especificitat.
L'ecocardiografia té una major sensibilitat en el diagnòstic de la cardiomegàlia que la radiografia simple antero-posterior. Alguns especialistes opinen que són tècniques complementàries que es poden combinar eficaçment en el seguiment evolutiu a llarg termini de molts malalts, en especial a llocs on no hi ha centres mèdics d'alt nivell.
Des del punt de vista anatomopatològic, el pes de l'òrgan és el valor de referència per determinar l'existència o no de cardiomegàlia. Per establir si el pes d'un cor es normal o anormal, cal tenir en compte diferents variables: edat, sexe, índex de massa corporal, àrea de superfície corporal, ètnia o grup de població, etc.
El terme cor bovinum s'aplica a les cardiomegàlies extremes, de més de 800-1000 grams de pes, gairebé sempre amb una hipertròfia biventricular massiva i sovint excèntrica. S'observa sobretot en casos d'hipertensió arterial de llarga evolució, sífilis terciària o regurgitació valvular de predomini aòrtic; si bé ha estat descrit en adults amb una comunicació interventricular alta asimptomàtica.

## Pronòstic
El pronòstic de la cardiomegàlia varia molt en funció del seu grau i del mecanisme causal. Malgrat els avenços terapèutics, la taxa de mortalitat a curt i a mitjà termini dels malalts cardiomegàlics que presenten una alteració important de la fracció d'ejecció (valor percentual que mesura la disminució volumètrica del ventricle esquerre del cor en sístole respecte a la que té en diàstole) segueix sent significativament alta.